# 波普拉德-塔特拉機場
波普拉德-塔特拉機場 是斯洛伐克的機場，鄰近滑雪勝地波普拉德。此機場海拔718公尺，是中歐海拔最高的機場之一，也是全年都運作的機場中，海拔最高的機場。

## 運作情形
此機場有定期航班以及包機，是以搜尋和救援的空中服務為主，也有通用航空的業務，此機場沒有國內航班。包機主要是在冬季。此機場也有醫療航班、VIP航班、臨時包機及ACMI（飛機、机组、維修和保險）航班的服務。

## 航空公司以及其目的地
以下列出有飛機會在波普拉德-塔特拉機場起降，有定期航班、季節性航班及季節性包機的航空公司：
| 航空公司 | 目的地                      |
| -------- | --------------------------- |
| SkyUp    | 季節性： 鲍里斯波尔国际机场 |
| 維茲航空 | 倫敦盧頓機場                |

## 統計
2014年起的旅客人數和變化：
| 年份 | 旅客   | 變化    |
| ---- | ------ | ------- |
| 2000 | 12,780 | 無資料  |
| 2005 | 18,335 | 無資料  |
| 2010 | 27,693 | 無資料  |
| 2013 | 24,565 | 無資料  |
| 2014 | 31,694 | +29.0%  |
| 2015 | 85,224 | +172.7% |
| 2016 | 84,030 | -1.4%   |
| 2017 | 80,605 | -4.1%   |
| 2018 | 88,387 | +9.7%   |
| 2019 | 94,249 | +6.5%   |

## 意外和事件
1980年12月20日，東德德意志民主共和国国际航空的302航班，由圖波列夫Tu-134飛機，從柏林-舍讷费尔德机场計劃要到布達佩斯李斯特·費倫茨國際機場，在航行中收到炸彈威脅，若飛機的高度低於600公尺，炸彈就会引爆。因為波普拉德-塔特拉機場海拔為718公尺，飛機改在此機場降落，降落後，在飛機上找到不屬於飛機上旅客的背包。

## 外部連結
维基共享资源上的相關多媒體資源：波普拉德-塔特拉機場
- Poprad–Tatry Airport （页面存档备份，存于） (official site, English version)